# Kosmischer Aufgang
Die Bezeichnungen kosmischer Aufgang und kosmischer Untergang definieren in der Astronomie
- den gleichzeitigen Aufgang eines Himmelsobjektes mit dem Sonnenaufgang (kosmischer Aufgang) bzw.
- den gleichzeitigen Untergang mit dem Sonnenuntergang (kosmischer Untergang).

Zu unterscheiden sind ferner:
- der scheinbare kosmische Aufgang eines Sterns, der aufgrund der astronomischen Refraktion vor dem wahren kosmischen Aufgang am Horizont erfolgt, sowie
- der scheinbare kosmische Untergang, der aus demselben Grund nach dem wahren kosmischen Untergang stattfindet.

Aufgrund der Helligkeit der Sonne lassen sich kosmische Auf- oder Untergänge im Normalfall nicht beobachten.